# شورش‌های ۲۰۱۱ انگلستان
شورش‌های ۲۰۱۱ انگلستان مجموعه‌ای از آشوب، غارت، سرقت، تعرض و ناآرامی‌های اعتراض‌آمیز و خشونت‌باری است که از تاریخ ۶ اوت ۲۰۱۱ در تاتنهام واقع در شمال لندن آغاز شد و تا ۱۰ اوت ادامه پیدا کرد. این آشوب‌های خیابانی به دنبال قتل یک جوان سیاه‌پوست با نام مارک دوگان به وسیله تیراندازی توسط پلیس لندن آغاز شد و به تدریج به نقاط دیگر انگلستان نیز کشیده شد.
در روز شنبه ۶ اوت ۲۰۱۱ حدود ۲۰۰ نفر که بستگان مارک دوگان و تعدادی از افراد محلی را شامل می‌شدند، در تاتنهام راهپیمایی به راه انداختند اما نتیجه‌ای در رابطه با قتل دوگان به‌دست نیاوردند. پس از آن برخی از تظاهرکنندگان خشمگین شده و دست به حرکات خشونت‌آمیز زدند.
خشونت‌های خیابانی در روز ۷ اوت به دیگر جاهای لندن مانند وود گرین، انفیلد تاون، پاندرز اند و بریکستون کشیده شد. همچنین در این روز گزارش‌هایی در رابطه با خرابکاری، آتش‌زنی، بی‌نظمی، غارت و اختلال در مناطق مختلف لندن در خبرگزاری‌ها مخابره گردید. آشوب‌های این شهر تا منطقه کرویدون که در جنوب لندن واقع است نیز گسترش پیدا نمود. در ۸ اوت دامنه خشونت‌ها به بخش‌هایی از شهرهای بیرمنگام، لیورپول و بریستول کشیده شد. پلیس بریتانیا در طول ۴ شب شورش تعداد ۷۷۰ نفر را بازداشت کرد.
پلیس لندن یک گروه تحقیقاتی زبده را مأمور کرد تا در تاتنهام از شاهدان غارتگری‌ها، آتش‌سوزی‌ها و حمله‌کنندگان به مردم، تحقیق و پرس‌وجو کند.
در پاسخ به این اعتراضات دیوید کامرون نخست‌وزیر بریتانیا، ترزا می وزیر کشور، اد میلیبند رهبر حزب کارگر بریتانیا و همچنین بوریس جانسون شهردار لندن تعطیلات خود را نیمه تمام رها کرده به لندن بازگشتند.
در تاریخ ۹ اوت اعلام شد که نخست‌وزیر بریتانیا، پارلمان بریتانیا را جهت برگزاری مذاکره پیرامون حل مشکلات حاصله فراخوانده است.
همچنین خبرگزاری بی‌بی‌سی اعلام کرد در روز پنج‌شنبه ۱۱ اوت یک برنامه فوق‌العاده در مجموعه تلویزیونی وقت پرسش اجرا خواهد کرد و به موضوع شورش‌های این هفته می‌پردازد.
در چهارشنبه ۱۰ اوت، در پی استقرار حداقل ۱۶ هزار نیروی پلیس در لندن، آرامش به پایتخت بریتانیا بازگشت اما خشونت‌های پراکنده در چند شهر دیگر این کشور، ادامه پیدا کرد. ناآرامی‌ها به چند محله دیگر لندن نیز سرایت کرده و تعدادی ساختمان، خودروی پلیس و اتومبیل شخصی و اتوبوس به آتش کشیده شد.
گزارش‌های خبری حاکی از آن بود که بسیاری از افراد حاضر در آشوب‌های خیابانی و غارت فروشگاه‌ها، جوانان و نوجوانان بودند.
در تاریخ سه‌شنبه ۹ اوت یک افسر پلیس اعلام کرد در صورت لزوم از باتوم، گلوله‌های پلاستیکی و ماشین آب‌پاش به منظور مقابله با غارتگران، سارقان و خرابکاران استفاده خواهیم کرد. همچنین در این ناآرامی‌ها عده‌ای با شکستن شیشه مغازه‌ها اجناسی مثل تلویزیون، رایانه و کفش‌های ورزشی را به غارت بردند.
در تاریخ ۱۱ اوت ۲۰۱۱، شرکت بیمه بریتانیا خسارت وارده در آشوب‌های اخیر را ۲۰۰٬۰۰۰٬۰۰۰ پوند برآورد کرد.
دیوید کامرون نخست‌وزیر بریتانیا بارها ناآرامی‌ها را کار آنهایی خوانده که جز تبهکاری هدفی ندارند.
حضور ۱۶٫۰۰۰ پلیس در خیابان‌های لندن برای جلوگیری از شورش احتمالی در تعطیلات آخر هفته پس از ناآرامی‌ها برنامه‌ریزی شد. در خلال آشوب‌های انگلستان، شورشگران چندین خودرو پلیس، تعدادی ساختمان و یک اتوبوس دوطبقه را به آتش کشیدند.
بسیاری از شورش‌گران در طول ناآرامی‌ها از سربند و دستمال برای پوشاندن صورت خود استفاده کردند.

## پیش‌زمینه

### سابقه تاریخی
مرگ مارک دوگان حوادث سال‌های دهه ۱۹۸۰ را در ذهن سیاهپوستان لندن زنده می‌کند. در آن سال‌ها سیاهان پایتخت بریتانیا احساس کردند که پلیس انگلستان بیش از حد ممکن آن‌ها را کنترل و بازجویی می‌کند. این تجسس‌ها باعث شد سیاهپوستان و دو رگه‌های انگلستان در سال ۱۹۸۵ (میلادی) دست به شورش‌های خشونت‌باری بزنند.
خبرگزاری گاردین این آشوب را شدیدترین نارضایتی اجتماعی در نوع خود از سال ۱۹۹۵ که درگیری‌های بریستول روی داده بود، برشمرد. آتش‌سوزی ناشی از خشونت‌های خیابانی در لندن بسیار شدید و گسترده می‌باشد، به‌طوری‌که پس از بمباران بلیتز که توسط نیروی هوایی هیتلر و در ۷ سپتامبر ۱۹۴۱ و ۱۰ مه ۱۹۴۲ در بریتانیا رخ داد، این آتش‌سوزی‌ها در نوع خود بسیار بزرگ تلقی می‌شود.
گسترش اغتشاشات خیابانی و اعتراضات نسبت مستقیمی با رابطه ضعیف پلیس با جوامع سیاه‌پوست لندن دارد. قتل کینگزلی بارل در مارس ۲۰۱۱ در بیرمنگام نیز گروه‌های سیاه‌پوست این شهر را با انگیزه بیشتری روانه درگیری‌های خیابانی کرد.
کارشناسان جامعه‌شناسی، این اختلالات اجتماعی را پیرو شورش برادواتر فارم که در سال ۱۹۸۵ (میلادی) رخ داد، می‌پندارند. در این شورش افسر پلیسی با نام کیث بلک‌لاک به قتل رسید.
در حالی که به نظر نمی‌رسد که شورش‌های خیابانی با انگیزه‌های مشخص اجتماعی یا سیاسی صورت گرفته باشد، اما برخی از رسانه‌ها یادآور شده‌اند که کاهش هزینه‌های دولتی باعث ناخرسندی در میان طبقات کم درآمد شده‌است.
ریشه آشوب‌ها به قتل چند سیاه‌پوست بازمی‌گردد. مرگ استفان لورنس، اسمایلی کالچر و ماجرای آتش‌سوزی نیوکراس نمونه‌هایی از دلایل اعتراضات می‌باشند. در خلال تابستان ۲۰۱۱ یک راهپیمایی مسالمت‌آمیز و بدون خشونت علیه اسکاتلندیارد و به خاطر کشتن اسمایلی کالچر برگزار گردید. این تظاهرات بازتاب گسترده‌ای به همراه نداشت.
کارشناسان و صاحب‌نظران مسبب این شورش‌ها و اختلالات اجتماعی در انگلستان را فقر روزافزون، بیکاری، فاصله طبقاتی بین تنگدستان و ثروتمندان، ایجاد گروه‌های بزه‌کاری و کاهش تحرکات اجتماعی در دنیای توسعه‌یافته تصور می‌کنند.

### شلیک به مارک دوگان
در تاریخ پنجشنبه ۴ اوت ۲۰۱۱ شلیک پلیس به سوی جوان ۲۹ ساله سیاه‌پوست با نام مارک دوگان، در یک عملیات طراحی شده در فری لین بریج در همسایگی ایستگاه مترو تاتنهام هال، سرآغاز درگیری‌های خیابانی گردید.
شلیک به مارک دوگان به کمیسیون مستقل دادخواهی پلیس منسوب شده‌است.
مارک دوگان عضو یک دار و دسته موادفروش وابسته به تشکیلات جامائیکایی خرید و فروش مواد مخدر موسوم به یاردایز بود. او پس از اینکه یکی از اقوامش با بطری شکسته مورد تهاجم قرار گرفت همواره یک اسلحه همراه خود داشته‌است. پدر مارک دوگان فروشنده کراک کوکائین بود.
کمیسیون مستقل دادخواهی پلیس لندن (آی‌پی‌سی‌سی) می‌گوید وقتی یک شخص توسط عملیات پلیسی کشته می‌شود، امری طبیعی و عادی شمرده می‌شود.

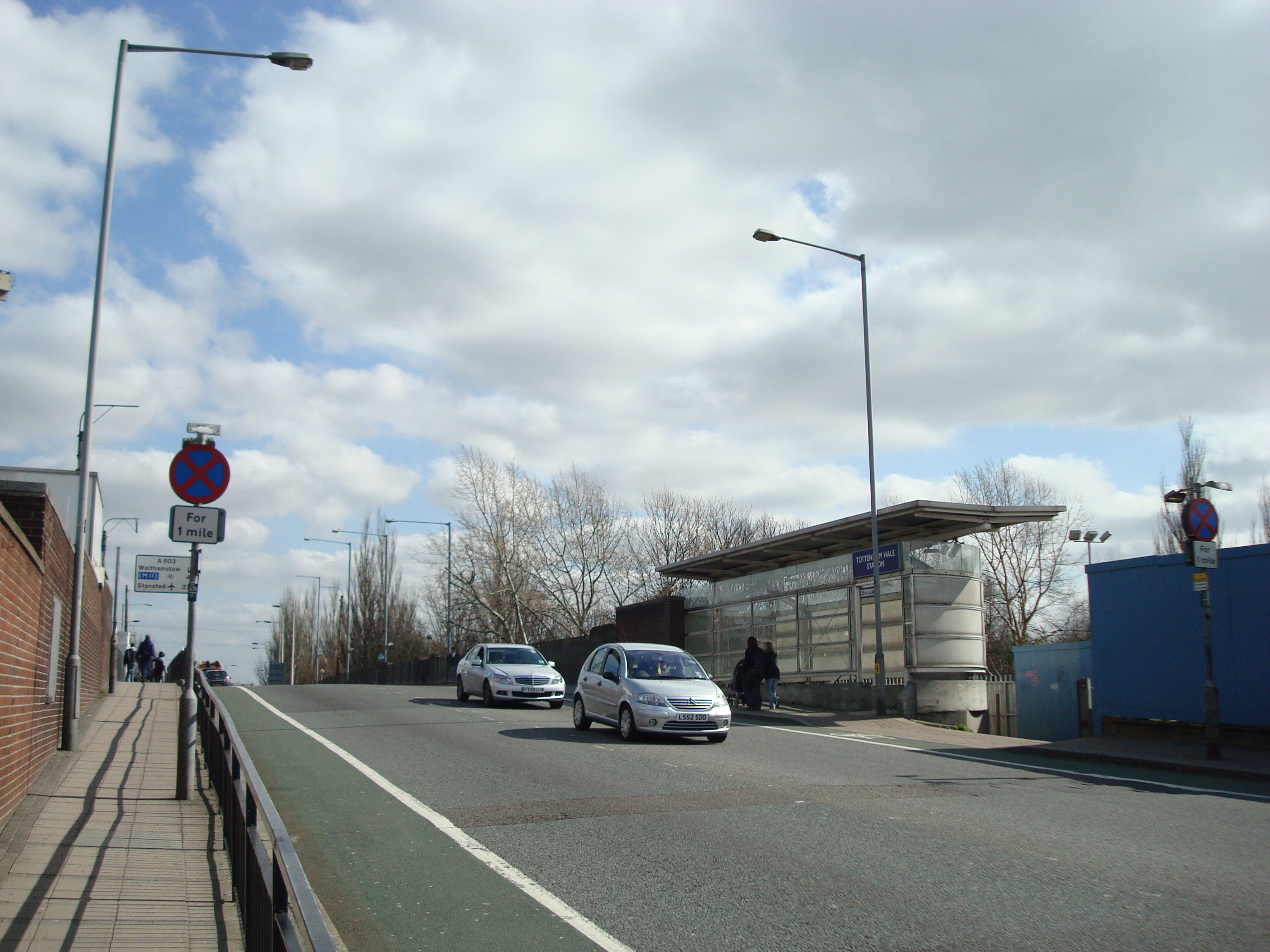
محل شلیک به مارک دوگان

هنوز کاملاً مشخص نشده‌است که چرا پلیس لندن قصد بازداشت مارک دوگان را داشته‌است اما آی‌پی‌سی‌سی اعلان کرده‌است که طرح بازداشت دوگان جزئی از برنامه عملیات نیزه سه‌شاخ بوده‌است. واحد عملیات نیزه سه‌شاخ، مجموعه‌ای از گروه‌های پلیسی در انگلستان هستند که مسئولیت‌شان مبارزه با جرائم و بزه‌کاری‌های مربوط به اسلحه در تجارت‌های مربوط به مواد مخدر می‌باشد.
آی‌پی‌سی‌سی اظهار کرده‌است که مارک دوگان هنگام مرگ حامل یک قبضه تفنگ دستی پر بوده‌است.
بنا به گزارش گاردین هیچ سندی وجود ندارد که ثابت کند مارک دوگان به پلیس شلیک کرده باشد. پس از شلیک، رسانه‌ها به صورت گسترده اعلام کردند، گلوله‌ای در بی‌سیم پلیس جاسازی شده‌است که بر این موضوع اشاره دارد که مارک دوگان به سمت پلیس شلیک کرده‌است.
به گزارش دیلی تلگراف، یک تفنگ دستی شخصی در اطراف صحنه مرگ مارک دوگان کشف شده‌است.

### ترکیب جمعیتی تاتنهام
تاتنهام بالاترین نرخ بیکاری در لندن را دارد. این ناحیه، هشتمین منطقه از لحاظ تعداد افراد بیکار در کل بریتانیا است. بخش بزرگی از فقر در کشور در تاتنهام متمرکز شده‌است.

 دیوید لمی نماینده تاتنهام در پارلمان بریتانیا
تاتنهام منطقه‌ای چند ملیتی است که ترکیب جمعیتی آن از نژادهای مختلفی تشکیل یافته‌است. این بخش از لندن یکی از نواحی تجمع و زندگی شهروندانی با اصالت کارائیبی است که نژاد نخستین آن‌ها آفریقایی می‌باشد. دیگر اقوامی که در این بخش زندگی می‌کنند عبارتند از: کلمبیایی، ترکی، اروپای شرقی، ترکی-قبرسی، کردی، سومالیایی و ایرلندی. جنوب تاتنهام متنوع‌ترین منطقه اروپا است، به‌طوری‌که ۳۰۰ زبان مختلف در آن رایج است.
از سال ۱۹۸۵ (میلادی) که شورش شورش برادواتر فارم روی داد، بین آفریقایی-کارائیبی‌ها و پلیس بریتانیا اختلافات و تنش‌هایی وجود داشته‌است.

## دلایل
| نتایج نظرسنجی شرکت یوگاو از ۲۵۳۴ نفر از افراد بزرگسال بریتانیای کبیر که در تاریخ ۸ و ۹ اوت ۲۰۱۱ و برای روزنامه سان انجام شده‌است. در این نظرسنجی دلایل شورش‌ها و آشوب‌ها سؤال شده‌است. | نتایج نظرسنجی شرکت یوگاو از ۲۵۳۴ نفر از افراد بزرگسال بریتانیای کبیر که در تاریخ ۸ و ۹ اوت ۲۰۱۱ و برای روزنامه سان انجام شده‌است. در این نظرسنجی دلایل شورش‌ها و آشوب‌ها سؤال شده‌است. | نتایج نظرسنجی شرکت یوگاو از ۲۵۳۴ نفر از افراد بزرگسال بریتانیای کبیر که در تاریخ ۸ و ۹ اوت ۲۰۱۱ و برای روزنامه سان انجام شده‌است. در این نظرسنجی دلایل شورش‌ها و آشوب‌ها سؤال شده‌است. | نتایج نظرسنجی شرکت یوگاو از ۲۵۳۴ نفر از افراد بزرگسال بریتانیای کبیر که در تاریخ ۸ و ۹ اوت ۲۰۱۱ و برای روزنامه سان انجام شده‌است. در این نظرسنجی دلایل شورش‌ها و آشوب‌ها سؤال شده‌است. | نتایج نظرسنجی شرکت یوگاو از ۲۵۳۴ نفر از افراد بزرگسال بریتانیای کبیر که در تاریخ ۸ و ۹ اوت ۲۰۱۱ و برای روزنامه سان انجام شده‌است. در این نظرسنجی دلایل شورش‌ها و آشوب‌ها سؤال شده‌است. |
| --- | --- | --- | --- | --- |
| منطقه | منطقه | | درصد | درصد |
| رفتارهای بزه‌کارانه | رفتارهای بزه‌کارانه | | ۴۲٪ | ۴۲٪ |
| فرهنگ گروهک‌ها و دارودسته‌های تبهکار | فرهنگ گروهک‌ها و دارودسته‌های تبهکار | | ۲۶٪ | ۲۶٪ |
| کاهش خدمات دولتی | کاهش خدمات دولتی | | ۸٪ | ۸٪ |
| بیکاری | بیکاری | | ۵٪ | ۵٪ |
| تنش‌ها و اختلافات نژادی | تنش‌ها و اختلافات نژادی | | ۵٪ | ۵٪ |
| عدم اتخاذ تصمیم‌های مدبرانه | عدم اتخاذ تصمیم‌های مدبرانه | | ۳٪ | ۳٪ |
| نمی‌دانم | نمی‌دانم | | ۵٪ | ۵٪ |
| دیگر پاسخ‌ها | دیگر پاسخ‌ها | | ۶٪ | ۶٪ |

در مورد دلایل و ریشه‌های درگیری‌های انگلستان در سال ۲۰۱۱ نظرات گوناگونی ارائه شده‌است. از این علت‌ها می‌توان به تحریک اجتماعی از طریق توییتر و ریسرچ این موشن، رابطه ضعیف و سست جامعه سیاه‌پوستان و دورگه‌ها با پلیس، شلیک به مارک دوگان، تنش‌های محلی با پلیس، فرصت‌طلبی‌های بزه‌کارانه، خشونت‌های تفریحی، فرهنگ گروهک‌ها و دارودسته‌های تبهکار، وضعیت اقتصادی، بیکاری، کاهش خدمات و رفاه اجتماعی محرومیت‌های اجتماعی، فقر، افزایش فاصله طبقاتی بین تنگدستان و ثروتمندان، بی‌مسئولیتی اجتماعی، وجود فرهنگ‌های گوناگون در بریتانیا و فرهنگ طبقات پایین اشاره کرد.
روزنامه بریتانیایی گاردین در یکی از شماره‌های آوریل ۲۰۱۰ خود به نقل از دنی دورلینگ، استاد جغرافیای انسانی در دانشگاه شفیلد و متخصص نابرابری‌های اجتماعی نوشت که لندن نابرابرترین شهر در میان کشورهای توسعه‌یافته جهان است. او در ادامه همان بحث گفته بود که سرمایه دهک بالای این شهر، ۲۷۳ برابر بیشتر از پایین‌ترین قشرها فقیر آن است. او همچنین افزوده بود: «این سطح از نابرابری اقتصادی از دوران برده‌داری تاکنون بی‌سابقه بوده‌است.»

کریس آلن، استاد جامعه‌شناسی دانشگاه بیرمنگام در گفتگو با نشریه فرانسوی‌زبان ژورنال دو دیمانش در خصوص ناآرامی‌های انگلستان گفت: 
جامعه این کشور، جامعه‌ای شکست‌خورده‌است چراکه از سی سال قبل تاکنون شکاف میان فقیر و غنی روزبه‌روز بیشتر شده‌است. امروز با نسلی بی‌امید مواجه‌ایم که گرفتار بیکاری و بی‌سوادی‌اند. این جوانان معتقدند جایگاه و نقشی در جامعه انگلیس ندارند.

## پیامدهای جانی و مالی

### کشته‌ها
به استثناء مارک دوگان (۲۹ ساله) که مرگش عامل شورش‌ها شد، تروور الیس (۲۶ ساله)، هارون جهان (۲۱ ساله)، شهرزاد علی (۳۰ ساله)، عبدالموسویر (۳۱ ساله) و ریچارد منینگتون بوز (۶۸ ساله) در خلال درگیری‌ها کشته شدند.

### زخمی‌ها
در لندن، بین بعدازظهر دوشنبه ۸ اوت و ساعات نخستین سه‌شنبه ۹ اوت، ۱۴ نفر به وسیله آشوبگران و شورشیان زخمی شدند. در هکنی در بین زخمی‌ها یک پیرزن ۷۵ ساله نیز که از ناحیه ران دچار شکستگی بود، وجود داشت. در بارکینگ واقع در شمال‌شرقی لندن، یک دانشجو ۲۰ ساله مالزیایی با نام محمد اشرف حزیق به وسیله خرابکاران مورد ضرب و شتم قرار گرفت. شورشیان کوله‌پشتی او را خالی کرده و وسایل داخل آن را دزدیدند. فیلم برخورد و سرقت از این دانشجو بر روی یوتیوب بارگذاری شد و نهایتاً منتشر گردید. محمد اشرف حزیق از ناحیه فک دچار شکستگی شد. در این ناآرامی‌ها ۱۸۶ پلیس زخمی شدند.
 همچنین ۵ قلاده سگ پلیس نیز در این درگیری‌ها مجروح شدند. در برخورد مأموران آتش‌نشانانی لندن با حوادث، ۱۰ نفر مجروح شدند.

### خسارات
در این درگیری‌ها وسائل نقلیه، خانه‌ها و مغازه‌ها مورد تعرض و حمله قرار گرفته و تعدادی از آن‌ها در آتش سوختند. در این حریق‌های عمدی دست کم ۱۰۰ خانه سوخته یا غارت شدند. مغازه‌دارها در مناطق مختلف تاتنهام خسارت ناشی از یورش شورشیان و غارتگران را چندین میلیون پوند برآورد کردند.
آتش‌سوزی‌های عمدی ساختمان‌ها، خسارت جبران‌ناپذیری به میراث معماری بریتانیا وارد کرد.

## پیامدهای ورزشی

### لغو بازی‌های ورزشی
چهار بازی از رقابت‌های کارلینگ کاپ که قرار بود در روز ۹ اوت برگزار شود بعد از درخواست پلیس به‌خاطر جلوگیری از شورش به روز دیگری موکول شد که این بازی‌ها شامل بازی تیم‌های بریستول سیتی، چارلتون، کریستال پالاس و وست‌هام بود. همچنین دیدار دوستانه تیم‌های ملی انگلستان و هلند که قرار بود در ورزشگاه ومبلی در روز ۱۰ اوت برگزار شود لغو شد.

### بازی‌های المپیک ۲۰۱۲
شورش‌های ۲۰۱۱ انگلستان، پرسش‌هایی را در ذهن مسئولان شهر در خصوص توانایی این شهر در ایجاد امنیت در بازی‌های المپیک در تابستان ۲۰۱۲ ایجاد کرد. این شورش‌ها در بدترین زمان ممکن صورت گرفت زیرا در هفته‌ای که شورش‌ها روی داد، مدیرانی از کمیته بین‌المللی المپیک و مقاماتی از نزدیک به ۲۰۰ کمیته ملی المپیک به منظور شرکت در نشست‌هایی در رابطه با بازی‌های تابستانی وارد لندن شده بودند.
سازمان دهندگان مسابقه‌های المپیک ۲۰۱۲ در لندن می‌گویند در مسایل امنیتی برای مسابقات بازنگری خواهند کرد، اما رویدادهای آزمایشی المپیک که برای این هفته (هفته آشوب‌ها) طرح شده‌است لغو نخواهد شد. وزیر کشور بریتانیا می‌گوید امنیت در رقابت‌های المپیک موضوعی بسیار جدی است و آنچه که برای برگزاری آرام و بدون ناراحتی مسابقات لازم خواهد بود انجام خواهد داد. ترزا می گفت تاکنون کارهای زیادی جهت برنامه‌ریزی برای امنیت المپیک صورت گرفته‌است. کمیته بین‌المللی المپیک می‌گوید یقین دارد که رقابت‌های ورزشی در لندن به خوبی برگزار خواهد شد. یک سخنگو گفت امنیت در المپیک ارجحیت بالایی برای کمیته‌است، اما یادآور شد برقراری امنیت بر عهده مقام‌های محلی است که بهتر از همه می‌دانند چه کارهایی و در چه ابعادی باید انجام گیرد.

## نقش رسانه‌ها
پلیس بریتانیا معتقد است توییتر و فیس‌بوک و بلکبری تأثیر قابل توجهی در این درگیری‌ها داشته‌اند. پلیس بریتانیا همچنین ضمن بررسی و کنترل توییتر، به کسانی که در این وبگاه اجتماعی دیگران را به خشونت‌های خیایانی تحریک می‌کنند، هشدار داد.

## موسیقی رپ و آشوب‌ها
موسیقی رپ، نخستین شکل از تولیدات هنری است که با الهام از ماجراهای اخیر لندن تولیداتی را ارائه کرده‌است. در رسانه‌های بریتانیا مطالب زیادی دربارهٔ آشوب‌ها و دزدی‌هایی که انجام شد، نوشته شده‌است؛ بیشترشان در مذمت کسانی که عامل این کارها بودند. اما خوانندگان رپ تنها به نکوهش نپرداختند و سعی کردند که توجه مردم را به ریشه‌های این ماجرا جلب کنند.

## دیدگاه‌ها و واکنش‌ها
شورش‌ها در انگلستان یک مشکل خاص به‌شمار می‌آید و باید راه حلی خاص برای حل و فصل آن توسط سیاستمداران اتخاذ شود. علت اصلی آشوب‌های اخیر در انگلستان قشر ناراضی و به انزوا کشیده شده جوانان است. این موضوع را به کلی باید فراموش کرد که اخلاقیات در انگلستان از دست رفته، ما دچار افسردگی شده‌ایم و بدتر از همه اینکه موقعیت حل و فصل این مشکل را از طریق تنها راه ممکن و مؤثر از دست داده‌ایم. کلید حل و فصل بحران فهمیدن این مسئله‌است که این افراد (شورشیان) به همدردی با جامعه نمی‌پردازند. عدم تشخیص این مسئله می‌تواند به ارائه تحلیل‌های نادرست از آنچه به وقوع پیوسته منجر شود.

 تونی بلر نخست‌وزیر سابق بریتانیا

### دیوید کامرون
دیوید کامرون در خلال آشوب‌ها، به پلیس اجازه داده بود از ماشین‌های آب‌پاش استفاده کنند. پلیس بریتانیا در گذشته از این نوع خودروها فقط در ایرلند شمالی استفاده می‌کرد.
روز ۱۵ اوت، دیوید کامرون نخست‌وزیر بریتانیا گفت بریتانیا باید آنچه را سقوط اخلاق نامید و مسئول شورش‌های مرگبار هفته گذشته دانست، متوقف کند. کامرون عهد کرد دولت ائتلافی برای پرداختن به مشکلات اجتماعی و انجام کارهای بیشتری جهت هدف گرفتن دسته‌های اشرار، سیاست‌های جدیدی تدوین کند.
دیوید کامرون همچنین در نشست ویژه پارلمان اعلام کرد که برای بازگرداندن نظم عمومی، بر اختیارات پلیس می‌افزاید و در صورت لزوم حتی ارتش را وارد صحنه می‌کند.
نخست‌وزیر بریتانیا، به آتش کشیدن ساختمان‌ها و شکستن شیشه‌های مغازه‌ها را بسیار بیزارکننده توصیف کرد.
دیوید کامرون همچنین هیئت مستقلی را مأمور کرد تا به مسائل قربانیان و مال باختگان شورش‌های اخیر رسیدگی کند.
نخست‌وزیر بریتانیا همچنین خطاب به اعضای پارلمان گفت: 
هر فردی که نظاره گر اقدامات وحشیانه معترضین است، این سؤال را می‌پرسد که چگونه این افراد از طریق شبکه‌های اجتماعی اعتراضات خود را سامان دادند.

### اد میلیبند
اد میلیبند رئیس حزب کارگر بریتانیا (رقیب حزب محافظه‌کار بریتانیا) در نشست ویژه پارلمان گفت:
ما همه در کنار هم ایستاده‌ایم. این برخوردها همه ما را دستخوش حیرت کرده‌است. جائی برای بخشش نیست و ما آن را تحمل نمی‌کنیم.

### ایران
محمود احمدی‌نژاد رئیس جمهور ایران، روز ۱۰ اوت ۲۰۱۱ اعلام کرد که برخورد پلیس بریتانیا با مردم معترض وحشیانه است. او این عکس‌العمل نیروهای امنیتی انگلستان علیه مردم را محکوم کرد. او همچنین به خبرنگاران در تهران گفت دولت بریتانیا باید به خواسته‌های مردم خود که ناامید شده‌اند، گوش دهد.
همچنین رسانه‌ها و مسئولان ایران خواستار تعیین گزارشگر ویژه حقوق‌بشر سازمان ملل متحد برای رسیدگی به ناآرامی‌های اخیر در انگلستان شدند. رئیس فراکسیون ورزش مجلس شورای اسلامی نیز خواهان لغو میزبانی لندن برای مسابقات المپیک در سال ۲۰۱۲ (میلادی) شد.

### واکنش بریتانیا به موضع ایران
یک روز پس از انتقاد محمود احمدی‌نژاد از نحوه برخورد پلیس بریتانیا با ناآرامی‌ها در شهرهای مختلف این کشور، سفارت بریتانیا در تهران اظهارات رئیس‌جمهور ایران را نقطه آغازی برای بحث دربارهٔ حقوق بشر خواند و خواستار صدور اجازه ورود نماینده حقوق بشر سازمان ملل به ایران شد. در واکنش به این اظهارات، جین ماریوت، کاردار سفارت بریتانیا در تهران در نامه‌ای به وزارت امور خارجه جمهوری اسلامی گفته که امیدوار است این نقطه آغاز موجب شود که تهران به نماینده ویژه سازمان ملل در امور حقوق بشر اجازه دهد تا با سفر به ایران موضوع نقض حقوق بشر در این کشور را بررسی کند.

## کمک آمریکا
نظرسنجی روزنامه ایندیپندنت نشان داد که بیشتر مردم بریتانیا بر این باور بودند که دولت در مواجه با آشوب‌ها با سرعت و قاطعیت لازم عمل نکرد، به همین دلیل است که آقای کامرون از بیل براتون، رئیس پلیس شهرهای بوستون، نیویورک و لس‌آنجلس آمریکا برای مبارزه با اغتشاش‌گران درخواست همکاری کرده بود. بیل براتون گفت که به درخواست شخصی دیوید کامرون این پیشنهاد همکاری را پذیرفته و به زودی بدون این که در بریتانیا مستقر شود، کار خود را آغاز خواهد کرد.

## محکومیت تشویق‌کنندگان شورش در فیس‌بوک
مراجع قضایی بریتانیا، ۱۶ اوت، دو مرد جوان را به جرم ترویج و تحریک به شورش روی شبکه فیس بوک طی شورش‌های اخیر در شهرهای بریتانیا به چهار سال زندان محکوم کردند. به گزارش روزنامه گاردین یکی از این دو مرد به نام جوردن بلکشاو ۲۴ ساله، روز ۸ اوت از طریق شبکه فیس‌بوک با انتشار یک بیانیه با عنوان ویرانگری در نورویچ از دیگران خواست که شب در کنار رستوران مک دونالد اجتماع کنند. پلیس که در این ایام به دقت شبکه فیس بوک را کنترل می‌کرد راس ساعت در محل حاضر شد و وی را دستگیر کرد. مرد دوم به نام پری ساتکلیف ۲۲ ساله، نیز روز ۹ اوت در صفحه فیس بوک خود مطالبی را در دفاع از گستراندن شورش در حوالی شهر محل سکونت خود منتشر کرد. دادگاه در بررسی پرونده اعلام کرد که این اقدام متهم موجی از سراسیمگی در این منطقه به پا کرد.

## پیشنهاد بستن وبگاه‌های اجتماعی

به گفتهٔ پلیس بریتانیا، وبگاه توییتر نقش مهمی را در دامن زدن به آشوب‌ها بازی کرد.

دولت بریتانیا در نشستی اضطراری پیشنهاد داد در مواقع اضطراری شبکه‌های اجتماعی یا شناسه برخی کاربران مسدود شود. در ۱۱ اوت ۲۰۱۱،
دولت بریتانیا، جلسه‌ای را برگزار کرد تا دربارهٔ مسدود کردن شبکه‌های اجتماعی توئیتر و فیس‌بوک و شبکهٔ تلفن‌های همراه بلک‌بری
در لندن تصمیم اتخاذ شود. مقامات بریتانیا در این جلسه شبکه‌های اجتماعی را به عنوان مقصر اصلی در تشدید شورش‌های انگلستان برشمرده‌اند.
عدهٔ دیگری از مقامات دولتی بریتانیا، راه‌حلی شدیدتر را پیشنهاد داده‌اند. آن‌ها خواهان آن هستند که اختیارات قانونی لازم به پلیس بریتانیا داده شود که در مواقع اضطراری، پلیس این اختیار را داشته باشد که دسترسی به شبکه‌های اجتماعی در بریتانیا را به‌طور موقت مسدود کند.

## پیشنهاد بازسازی
به منظور بازسازی و مرمت ساختمان‌های نابود شده و سوخته در جریان شورش‌ها، دو معمار بریتانیایی با نام‌های نیکی وری و لی ویلشایر قصد دارند با مشارکت با یکدیگر و با پیشقدمی، دیگر مهندسین و معماران را جهت نوسازی و بازسازی ساختمان‌های ویران شده، دعوت به کار نمایند.

## تدابیر امنیتی در جشنواره ناتینگ هیل
در جشنواره خیابانی ناتینگ هیل که در ۲۸ اوت برگزار شد، برای جلوگیری احتمالی از آشوب‌ها، پلیس بریتانیا بیش از ۶۰۰۰ نیرو به سطح منطقه ناتینگ هیل فرستاد تا از امنیت لازم را برای مراسم تأمین نماید. یک مقام پلیس لندن روز گذشته تأیید کرد که ساکنان لندن پس از اعتراضات  ماه گذشته و همچنین کشته‌شدن سه نفر توسط مأموران پلیس طی دو هفته گذشته در مناطق شمالی انگلیس، از احتمال بروز خشونت و ناآرامی در جریان جشنواره ناتینگ هیل نگران هستند.